# هومبيرتو تابيا
هومبيرتو تابيا (بالإسبانية: Humberto Tapia)‏ مواليد 10 يناير 1986 في تيخوانا - الوفاة 29 مارس 2011 في تيخوانا، كان ملاكم محترف مكسيكي صنّف ضمن فئة وزن الوسط.

## إحصائيات
خاض خلال مسيرته 32 نزالا، فاز في 15 وتعادل في 1 وخسر في 16. فاز بالضربة القاضية في 8 نزالات.

## روابط خارجية
- هومبيرتو تابيا على موقع بوكس ريك (الإنجليزية) (registration required)